# وادي كروان الجوز
وادي كروان الجوز هو واد في تهامة بلاد بلقرن في محافظة العرضيات تسيل مياهه من جبال ثميدة باتجاه الجنوب حتى تصب في وادي يبة شرقي جبل ريان.